# Arena Carioca 3
L'Arena Carioca 3 è un impianto sportivo polivalente indoor costruito a Barra da Tijuca, all'interno del parco olimpico di Rio de Janeiro, in occasione dei Giochi Olimpici del 2016. L'impianto ha una capienza di 10 000 persone.

## Storia
La costruzione della struttura è iniziata nel 2013, sul sito dell'ex Circuito di Jacarepaguá ed è stata inaugurata il 6 marzo 2016 con una cerimonia a cui ha preso parte il sindaco di Rio de Janeiro Eduardo Paes.
L'impianto, nello specifico, ha ospitato le gare di scherma e taekwondo dei Giochi della XXXI Olimpiade e le gare di judo dei XV Giochi paralimpici estivi. Al termine dei giochi, la struttura sarà trasformata in una scuola sportiva che disporrà di 24 aule e di laboratori scientifici e multimediali e che sarà in grado di accogliere fino a 850 studenti.